# Pieter Sterthemius
Pieter Sterthemius (Middelburg, 1618? - Middelburg, 24 april 1676) was een onderkoopman in dienst van de Vereenigde Oostindische Compagnie (VOC). Hij werkte op de VOC-handelsposten in Suratte en aan de Malabarkust. Van 1646 tot 1648 was hij opperhoofd van de VOC-loge in Vengurla. 
In 1650 trouwde hij in Batavia met Maria Calendrini, de dochter van een lid van de Raad van Indië, en afkomstig uit Amsterdam. In datzelfde jaar werd hij in Japan benoemd tot VOC-opperhoofd in Dejima. Hij verhandelde er onder andere zilver, ingezouten groenten en sojasaus. Een jaar later was hij weg uit Japan. 
In 1655 werd hij VOC-directeur in Hooghly in Bengalen; in 1658 werd hij lid van de Raad van Indië. Als bevelhebber van de retourvloot keerde hij in juli 1660 terug in Zeeland, waar hij schepen werd in Veere. In 1670 werd hij lid van de rekenkamer in Middelburg.

## Bron
Willem Wijnaendts van Resandt (1944). De gezaghebbers der Oost-Indische Compagnie op hare buiten-comptoiren in Azië, p. 26-27.